# Cerea
Cerea és un comune (municipi) de la província de Verona, a la regió italiana del Vèneto.
A 1 de gener de 2020 la seva població era de 16.693 habitants.
Cerea limita amb els següents municipis: Angiari, Bergantino, Bovolone, Casaleone, Concamarise, Legnago, Melara, San Pietro di Morubio, Sanguinetto i Ostiglia.